# جان بریلی
جان بریلی (انگلیسی: John Briley؛ زادهٔ ۲۵ اوت ۱۹۲۵) یک فیلم‌نامه‌نویس، افسر (ارتش)، و تهیه‌کننده اهل ایالات متحده آمریکا بود. وی همچنین برنده جوایزی همچون جایزه اسکار بهترین فیلم‌نامه غیراقتباسی شده‌است.
- کریستف کلمب: اکتشاف
- آزادی را فریاد کن
- انیگما (فیلم ۱۹۸۳)
- گاندی (فیلم)
- تماس مدوسا (فیلم)
- پاپ ژوان (فیلم ۱۹۷۲)